# گرافیک رایانه‌ای بی‌درنگ

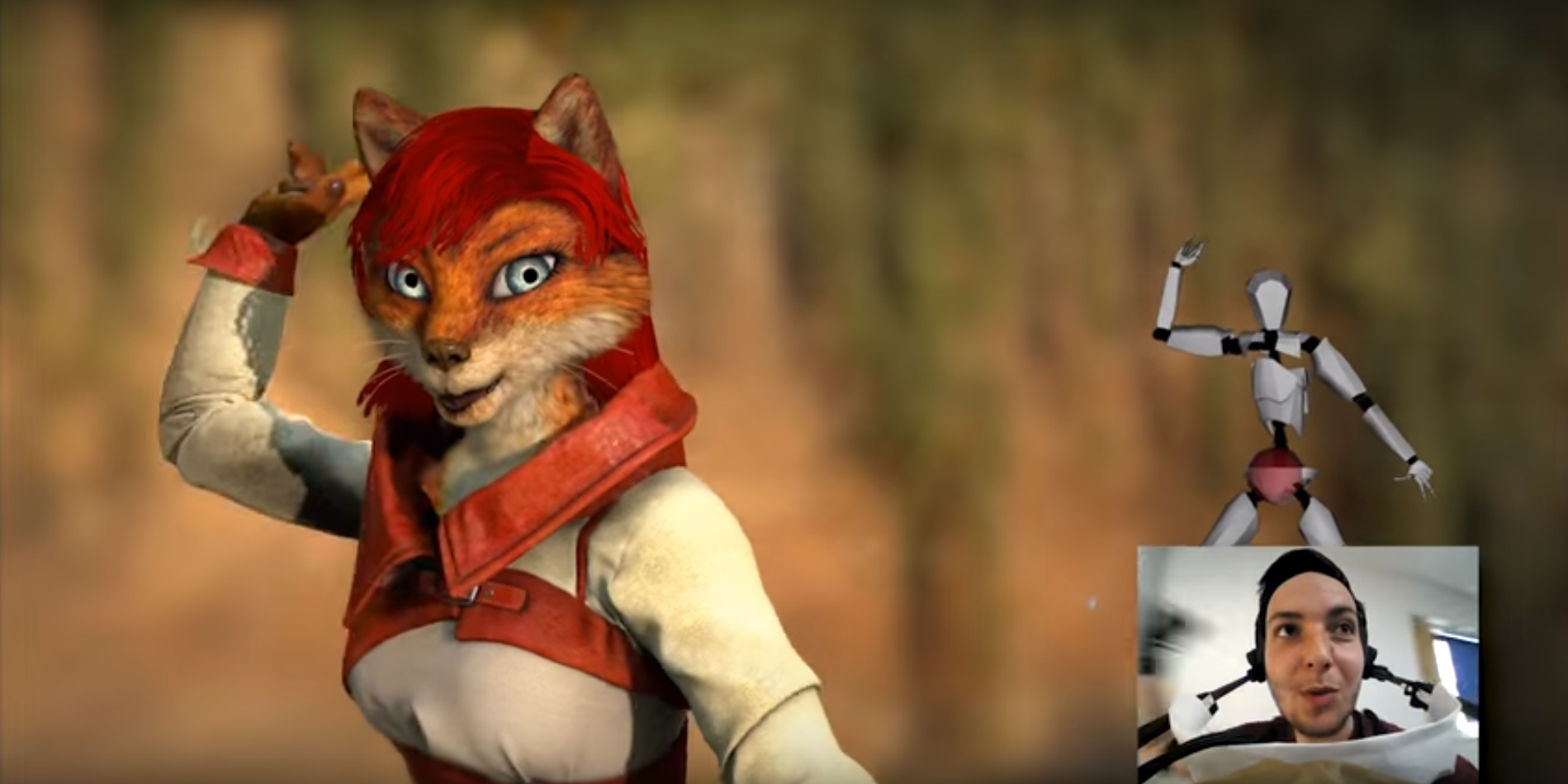
ردیابی صورت و اعضای بدن به صورت بی درنگ یا Real-Time

گرافیک (نگاشتار) رایانه‌ای بی‌درنگ یا پرداز زدن بی‌درنگ زیربخشی از گرافیک کامپیوتری است که بر پرداز زدن تصویر به‌صورت رایانش بی‌درنگ تمرکز دارد.
کامپیوترها از بدو اختراع قابلیت تولید تصاویر دو بعدی مانند خط‌های ساده و تصاویر معمولی و چندضلعی‌ها را به‌صورت بی‌درنگ داشته‌اند. با این حال پردازش تصاویر سه بعدی با جزئیات فراوان برای سیستم‌هایی بر اساس معماری فون نویمان دشوار و زمان‌بر است. راه‌حل‌های اولیه در مورد این مشکل استفاده از Sprite و تصاویر دو بعدی جهت شبیه‌سازی گرافیک سه بعدی بود.
امروزه روش‌های مختلفی برای پردازش تصویر مانند روش رهگیری پرتو و شطرنجی‌سازی وجود دارند. به کمک این روش‌های جدید و سخت‌افزارهای قدرتمند، این امکان فراهم شده‌است که تصاویر به قدری سریع پردازش شود که بتوان این خیال را ایجاد کرد که تصاویر زنده و متحرک است. این امر کاربر را قادر می‌سازد که با پردازش تصویر به‌صورت بی‌درنگ، تجربه یک تعامل را داشته باشد.

## اصول رندرینگ سه بعدی بی درنگ
هدف گرافیک کامپیوتری تولید تصاویر تولید‌شده کامپیوتری یا فریم به‌وسیله مترهای مشخص تعیین شده‌است. یکی از این مترها تعداد فریم‌های تولید شده در یک ثانیه می‌باشد. سیستم‌های گرافیک کامپیوتری بی‌درنگ از سیستم‌های سنتی پردازش به وسیله این تمییز داده می‌شوند که سیستم‌های غیربلادرنگ بر اساس رهگیری پرتو بنا شده‌اند. در این پردازش میلیون‌ها یا میلیاردها اشعه از سمت دوربین به جهان به‌منظور پردازش با جزئیات ردیابی می‌شوند. این عمل گران و پرهزینه ممکن است ساعت‌ها یا روزها به طول بینجامد تا یک فریم پردازش شود.
سیستم‌های گرافیکی بی‌درنگ باید در زمان ۱/۳۰ ثانیه هر عکس را پردازش کنند. رهگیری پرتو بر ای این سیستم‌ها بسیار کند است. در عوض این سیستم‌ها از روشی به‌نام زد بافر شطرنجی سازی بهره می‌برند. در این روش هر شیء به تکه‌هایی که معمولاً به صورت مثلث هستند، تقسیم می‌شود. هر مثلث بر روی صفحه |مکاندهی، چرخانده و مقیاس‌دهی می‌شود و سخت‌افزار شطرنجی‌ساز (یا نام‌افزار شبیه‌ساز) پیکسل‌ها را در داخل هر مثلث تولید می‌کنند. سپس این مثلث‌ها به قسمت‌های غیرقابل تجزیه‌ای که قطعه نامیده می‌شوند تقسیم می‌شوند. این قطعه‌ها مناسب برای نمایش بر روی یک صفحه نمایش می‌باشند. قطعه‌ها بر روی صفحه نمایش به وسیله رنگی که در چندین گام محاسبه می‌گردد، به نمایش در می‌آیند. به‌عنوان مثال می‌توان از یک نگاشت بافت به‌منظور رسم یک مثلث بر اساس عکس ذخیره شده، استفاده کرد و سپس نگاشت سایه می‌تواند رنگ‌های مثلث‌ها را بر اساس زاویه دید منبع نور تنظیم کند.

### گرافیک بازی‌های ویدیویی
گرافیک‌های بی‌درنگ کیفیت تصاویر را بر اساس محدودیت زمان و سخت‌افزار بهینه می‌کنند. واحد پردازش گرافیکی و پیشرفت‌های دیگر باعث افزایش کیفیت تصاویری که به صورت بی‌درنگ تولید می‌شوند، شده‌اند. واحد پردازش گرافیکی قابلیت مدیریت میلیون‌ها مثلث را در هر فریم دارند. هم‌اکنون سخت‌افزارهایی با دایرکت‌اکس و اوپن‌جی‌ال قابلیت تولید افکت‌های پیچیده را دارند، مانند سایه اجسام، تاری حرکتی و تولید مثلث‌ها را به صورت بی‌درنگ دارند. پیشرفت گرافیک‌های بی‌درنگ در پیشرفت توسعه بین گرافیک بازی‌های واقعی‌تر و صحنه قطع‌های پیش‌پردازش‌شده که معمولاً در بازی‌های کامپیوتری به چشم می‌خورند، مشهود است. صحنه قطع معمولاً به صورت بی‌درنگ پردازش می‌شوند و ممکن است به صورت تعاملی باشند. اگرچه فاصله بین کیفیت گرافیک‌های بی‌درنگ و گرافیک‌های آفلاین کم است اما گرافیک‌های آفلاین از دقت بیش‌تری برخوردار می‌باشند.

### برتری‌ها
گرافیک‌های بی‌درنگ معمولاً وقتی که مسئله تعامل (مانند بازخورد کاربر) دارای اهمیت است، به‌کار می‌روند. زمانی که گرافیک‌های بی‌درنگ در فیلم‌ها مورد استفاده قرار می‌گیرند، کارگردان یک کنترل کامل بر روی تمام جزئیات در یک فریم دارد که به او این امکان را می‌دهد که که تصمیمات لازم را بگیرد.
در گرافیک‌های کامپیوترهای بی‌درنگ معمولاً کاربر از طریق یک دستگاه ورودی بر روی خروجی که باید بر روی صفحه نمایش داده شود، اثر می‌گذارد. به‌عنوان مثال زمانی که کاربر می‌خواهد بر روی صفحه یک شخصیت را جابه‌جا کند، سیستم موقعیت شخصیت را قبل از نمایش آن بر روی صفحه در فریم بعدی به‌روزرسانی می‌کند. معمولاً زمان واکنش نمایش از میزان سرعت دستگاه ورودی به‌مراتب پایین‌تر است- این امر به وسیله تفاوت زیاد بین زمان واکنش انسان به حرکت (سریع) و سرعت درک سیستم بینایی انسان (کند) تصدیق می‌گردد. این تفاوت تأثیرات دیگری را نیز دارد: به دلیل این‌که دستگاه ورودی بسیار سریع‌تر از زمان واکنش نیروی حرکتی انسان هستند، پیشرفت در دستگاه‌های ورودی (مانند کنترل‌های دستگاه Wii) اساساً نسبت به پیشرفت دستگاه‌های نمایش زمان بیش‌تری نیاز دارند.
یک عامل مهم دیگر که باعث کنترل گرافیک کامپیوترهای بی‌درنگ می‌شود تلفیق بین فیزیک و پویانمایی می‌باشد. این روش به‌طور خاص تعیین می‌کند که چه چیزی بر روی صفحه نمایش نشان داده شود به ویژه این‌که اشیا در کجای صحنه به نمایش در بیایند. این روش به پیروی کردن از رفتار دنیای واقعی کمکی اساسی می‌کند (بعدهای جهانی و جسمانی و نه بعدهای فضایی) که باعث افزایش درجه واقع‌گرایی در گرافیک‌های کامپیوتری می‌شود.
پیش‌نمایش بلادرنگ با نرم‌افزارهای گرافیکی، به‌خصوص هنگام تنظیم جلوه‌های نور، می‌تواند سرعت کار را افزایش دهد. برخی از تنظیمات پارامترها در نرم‌افزار تولید فراکتال ممکن است هنگام مشاهده تغییرات تصویر در زمان واقعی انجام شود.

## پایپ لاین پردازش
پایپ لاین پردازش گرافیک («پایپ لاین پردازش» یا به اختصار «پایپ لاین») اساس گرافیک‌های بی‌درنگ می‌باشند. عمل‌کرد اصلی آن پردازش تصاویر دوبعدی مربوط به یک دوربین مجازی، اشیاء سه بعدی (شی‌ای که طول و عرض و ارتفاع دارد)، منبع نور، مدل‌های نور، بافت‌ها و غیره می‌باشد.

#### معماری
معماری پایپ لاین پردازش گرافیک می‌تواند به چند طبقه ادراکی تقسیم شود: درخواست، هندسه و شطرنجی‌سازی.

##### طبقه درخواست
طبقه درخواست مسئول تولید «صحنه و چشم‌انداز» می‌باشد، یا تنظیمات سه بعدی که به‌منظور نمایش دو بعدی طراحی شده‌اند. این طبقه در نرم‌افزاری که توسعه‌دهندگان برای کارایی بهینه شده‌است، پیاده‌سازی شده‌است. این طبقه ممکن است پردازش‌هایی مانند شناسایی برخورد، تکنیک‌های افزایش سرعت را انجام دهد.
شناسایی برخورد یک نمونه از عملیات‌هایی است که ممکن است در طبقه درخواست اعمال شود. شناسایی برخورد از الگوریتم‌هایی به منظور شناسایی و پاسخ دهی بین برخورد اشیا (مجازی) استفاده می‌کند. به عنوان مثال درخواست ممکن است موقعیت جدیدی برای اشیاء دارای برخورد محاسبه کرده و یک بازخورد مانند لرزش دسته بازی را ارایه دهد.
همچنین در طبقه درخواست اطلاعات گرافیکی برای طبقه‌بعدی آماده می‌شود. این شامل بافت‌های متحرک، مدل‌های سه بعدی متحرک، تغییر شکل‌های هندسی متحرک و دگردیسی‌های هندسی می‌باشد. در نهایت این طبقه موارد آغازین (نقاط، خط‌ها و مثلث‌ها) را بر اساس اطلاعات ادراکی را تولید می‌کند و این موارد آغازین را به طبقه هندسی از پایپ لاین می‌دهد.

##### طبقه هندسی
طبقه هندسی از چندضلعی‌ها و رأس‌ها به‌منظور محاسبه چیزهایی که باید نمایش داده شوند و نحوه نمایش آن‌ها و مکان نمایش آن‌ها استفاده می‌کند. معمولاً این اعمال به وسیله سخت‌افزار مخصوص یا واحد پردازش گرافیک انجام می‌شوند. تعییر در بین سخت‌افزارهای گرافیکی سبب این می‌شود که ممکن است طبقه هندسی در چند طبقه پیاده‌سازی شود.

###### تغییر شکل مدل و نما
قبل از این‌که مدل نهایی بر روی دستگاه خروجی نمایش داده شود، مدل به چندین فضا یا دستگاه مختصات تقسیم می‌شود. عمل تغییر شکل سبب جابه‌جایی و مدیریت اشیاء به وسیله تغییر رئوس آن می‌شود. تغییر شکل شرط اصلی برای چهار راه مشخصی است که شکل را مدیریت کرده یا موجب مکان‌دهی به نقطه، خط و شکل می‌شود.

##### نورپردازی
به منظور این‌که مدل را با ظاهری واقع‌گرایانه‌تر ایجاد کنیم، معمولاً یک یا چند منبع نور در حین تغییرشکل ایجاد می‌شوند. به هر حال این مرحله بدون تغییرشکل اولیه نمای سه بعدی به نمای منظره (نمای زاویه دید) قابل دستیابی نمی‌باشد. در فضای نما، بیننده (دوربین) معمولاً در مبدأ قرار می‌گیرد. اگر از جهت‌یابی دست راست (که امری استاندارد در نظر گرفته می‌شود) استفاده کنیم، بیننده در جهت منفی محور zها با قرار گرفتن محور yها در بالادست و محور xها در سمت راست نگاه می‌کند.

#### طبقه شطرنجی‌سازی
طبقه شطرنجی‌سازی وظیفه به کاربردن رنگ‌ها و تبدیل مؤلفه‌های گرافیک را به پیکسل یا به مؤلفه‌های عکس را برعهده دارد.